# Pallavolo ai XIV Giochi asiatici
La pallavolo ai XIV Giochi asiatici si è disputata durante la XIV edizione dei Giochi asiatici, che si è svolta a Pusan, in Corea del Sud, nel 2002.

## Podi
| Evento                         | Oro           | Argento       | Bronzo   |
| Pallavolo maschile (dettagli)  | Corea del Sud | Iran          | Giappone |
| Pallavolo femminile (dettagli) | Cina          | Corea del Sud | Giappone |